# Iodacetamid
Iodacetamid (genauer 2-Iodacetamid) ist eine chemische Verbindung aus der Gruppe der Acetamide.

## Eigenschaften
Iodacetamid ist ein hellgelber Feststoff, der löslich in Wasser ist.

## Verwendung
Iodacetamid dient als Alkylierungsmittel für Cysteinreste in Peptidsequenzierung. Durch Reaktion mit Cystein ist es ein irreversibler Inhibitor von Enzymen mit Cystein als aktivem Zentrum. Iodacetamid reagiert viel langsamer mit Histidinresten, aber diese Reaktion ist verantwortlich für die Hemmung der Ribonuklease.